# 克默勒
克默勒，是匈牙利索博尔奇-索特马尔-贝拉格州所辖的一个村。总面积16.37平方公里，总人口534，人口密度32.6人/平方公里（2011年1月1日）。